# Jordan Mechner
Jordan Mechner (Nueva York, Estados Unidos, 4 de junio de 1964) es un reconocido programador y diseñador de videojuegos. También es guionista, productor y director de cine.

## Biografía
Mechner nació en Nueva York y se graduó en psicología por la Universidad de Yale en 1985. Su primer videojuego fue Karateka en el año 1984, escrito mientras estaba en la universidad. Con el lanzamiento de Prince of Persia en 1989, Mechner revolucionó la calidad de la animación usada en los videojuegos. Ambos títulos fueron publicados por Brøderbund.
Para las animaciones usadas en Prince of Persia, Mechner se pasó días estudiando vídeos y fotografías de su hermano David corriendo y saltando para después replicar meticulosamente las acciones en el juego. Las animaciones hasta entonces usadas en los videojuegos no eran prácticamente realistas.
En 1993, Jordan fundó Smoking Car Productions (una compañía de desarrollo de software de entretenimiento) en San Francisco (California), para crear The Last Express. Aunque aclamado por la crítica, el juego resultó ser un fiasco comercial, y Smoking Car Productions se vio forzada a cerrar. 
En 2003, Ubisoft lanzó la cuarta entrega de la saga Prince of Persia: Prince of Persia: The Sands of Time, donde Mechner colabora como programador y diseñador. Estuvo implicado sólo en nombre en el quinto episodio, Prince of Persia: Warrior Within, la que fue la secuela de Prince of Persia: The Sands of Time. La tercera entrega de la trilogía de Sands of Time, Prince of Persia: The Two Thrones, fue publicada en diciembre de 2005.
Con motivo de Prince of Persia: Warrior Within, Mechner fue citado en el número de diciembre de 2005 de la revista Wired diciendo: «No soy seguidor de la dirección artística, o la violencia con la que se ha ganado la calificación M. La historia, el carácter, diálogos, voces de los actores y el estilo visual no eran de mi gusto.»
Hoy en día Mechner divide su tiempo entre escribir guiones y diseñar videojuegos. Ha escrito y dirigido además documentales premiados, Waiting for Dark y Chavez Ravine: A Los Angeles Story.

## Juegos
- Karateka (1984)
- Prince of Persia (1989)
- Prince of Persia 2: The Shadow and the Flame (1993)
- The Last Express (1997)
- Prince of Persia 3D (1999)
- Prince of Persia: The Sands of Time (2003)

## Premios
En 2017, Mechner fue galardonado con el Premio Honorífico del Fun & Serious Game Festival, el cual tiene lugar en Bilbao.